# Lyncina aurantium
Espèce
Synonymes
- Cypraea aurantium Gmelin, 1791

L'espèce Lyncina aurantium ou Porcelaine dorée est un mollusque appartenant à la famille des Cypraeidae, appelé communément  « porcelaines ». C'est un coquillage très rare.

## Description
- Répartition : océan Indien et ouest de l’océan Pacifique ; vit dans les grottes coralliennes.
- Longueur : de 6 à 10 cm. Voire jusqu'à 11,5 cm.

C'est l'emblème des rois des îles Fidji.

Porcelaines dorées
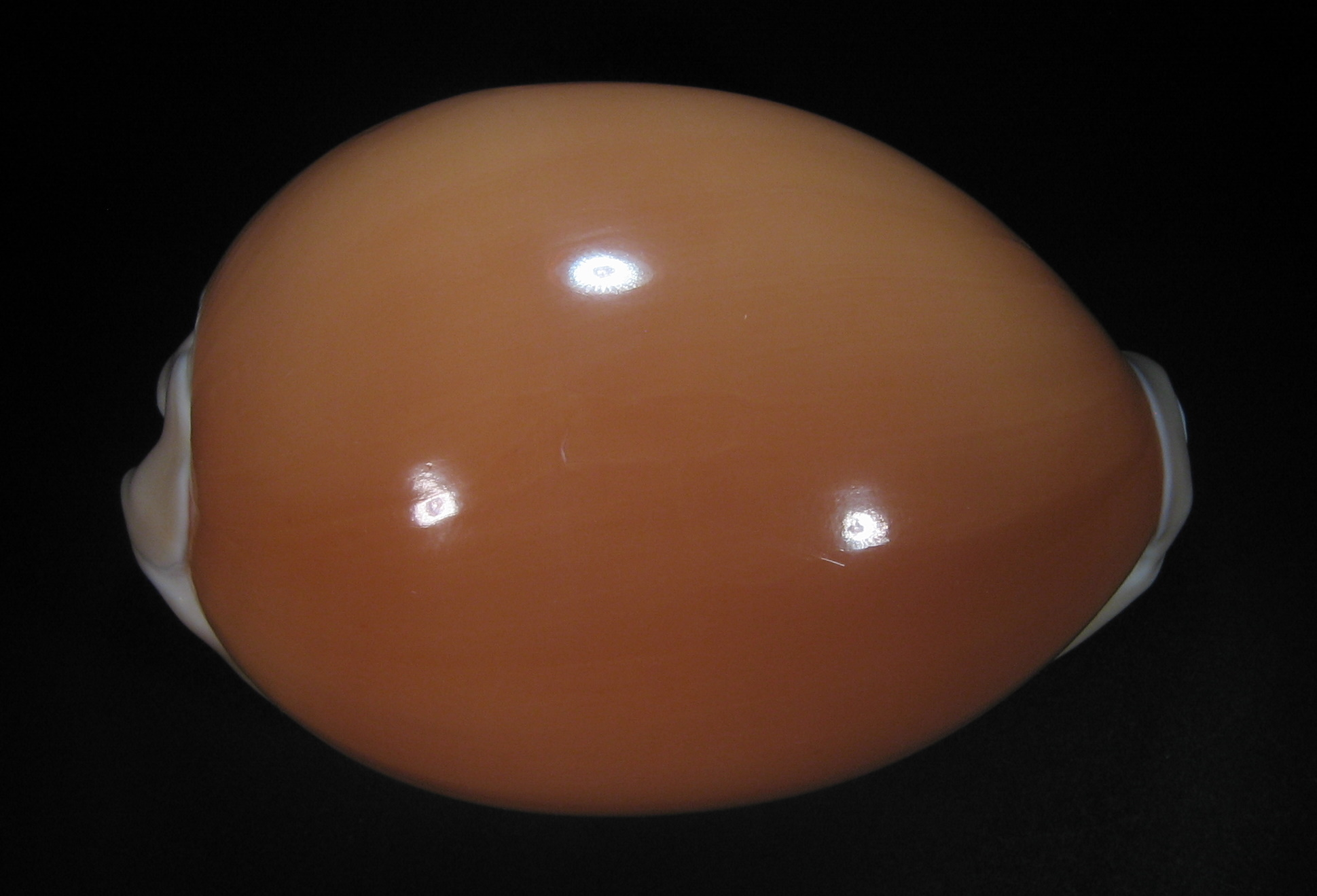
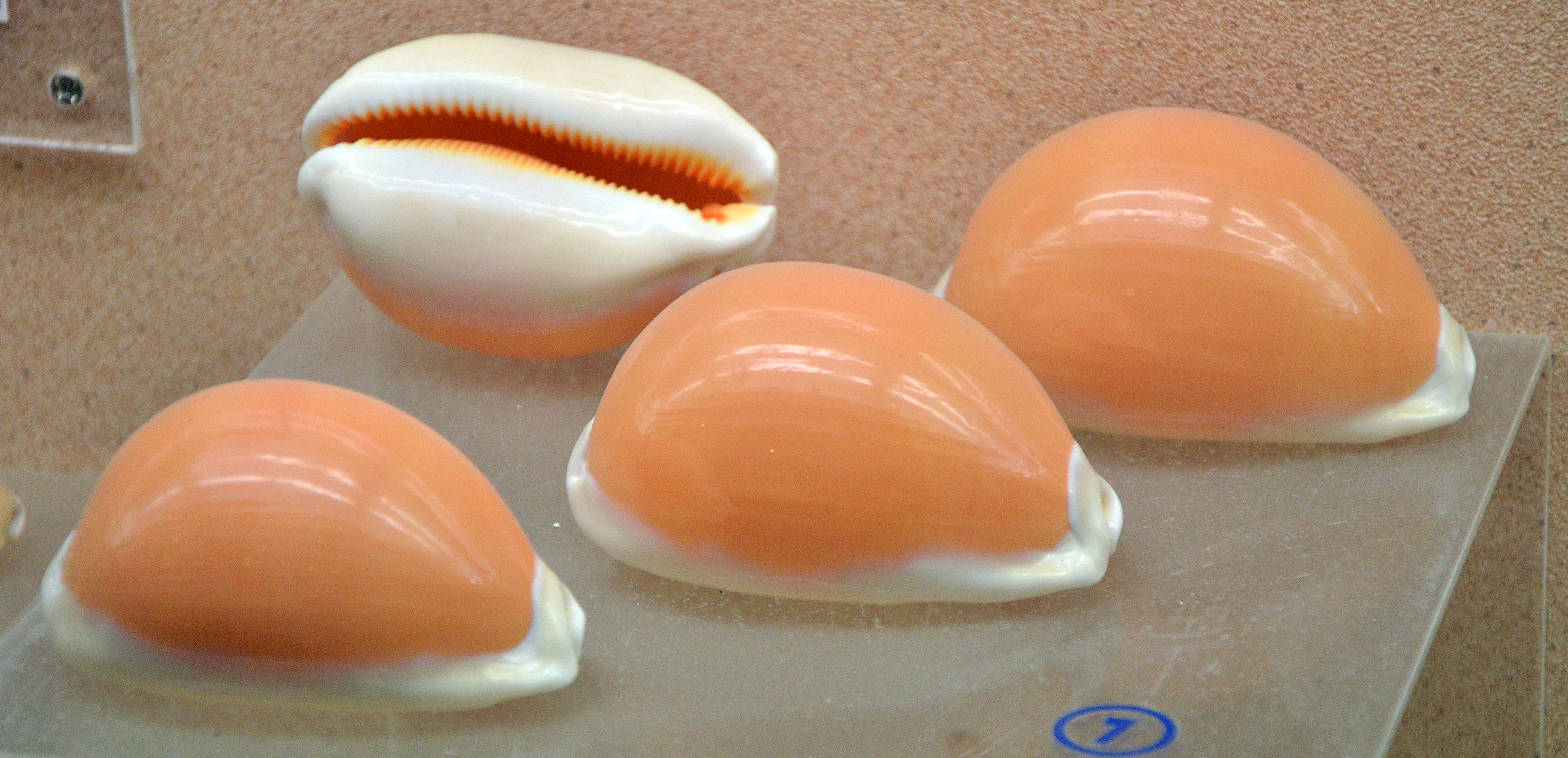
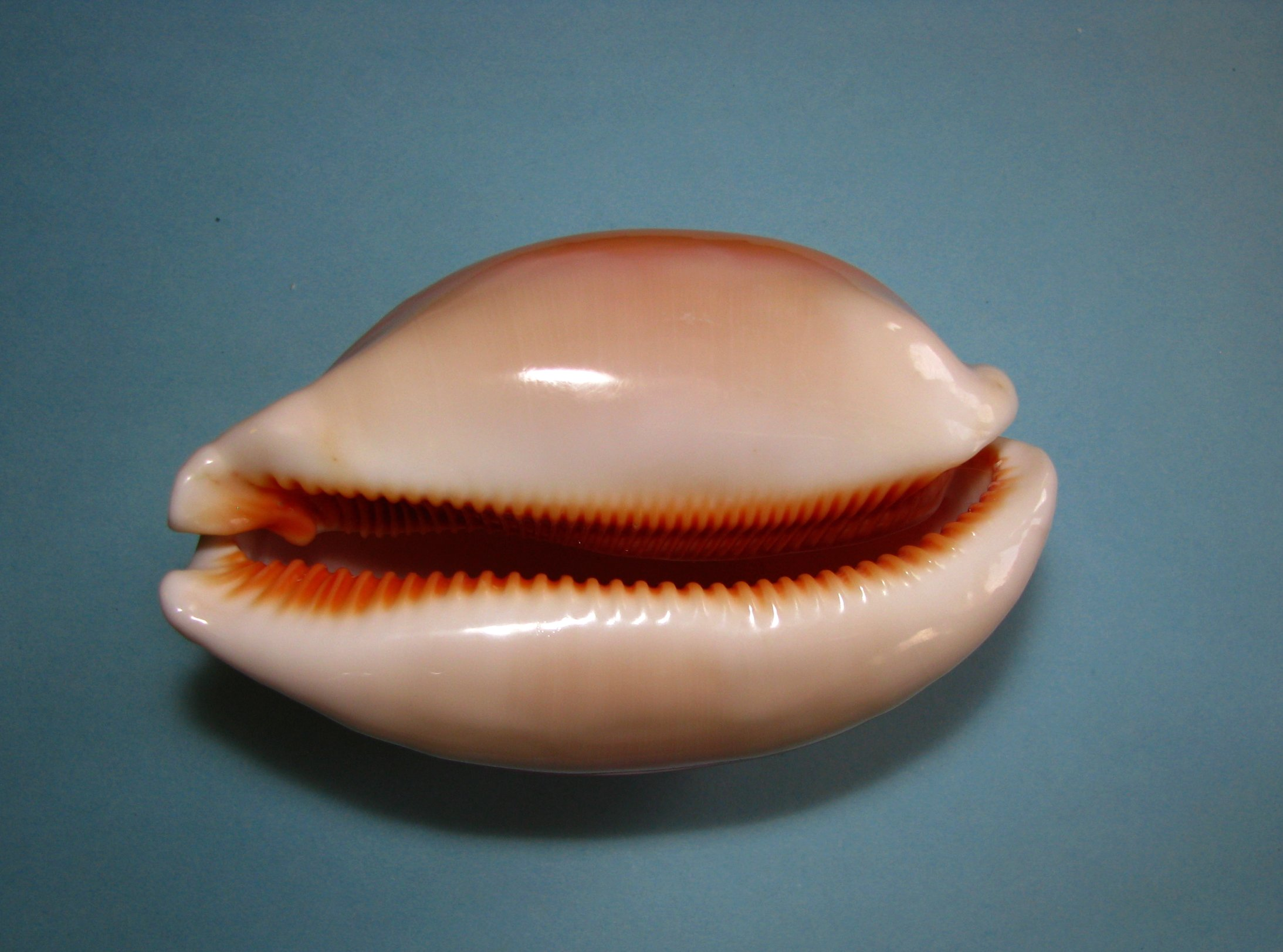
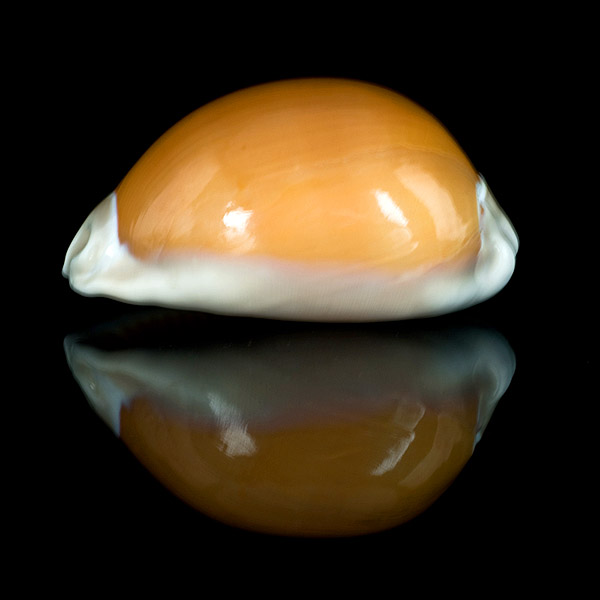
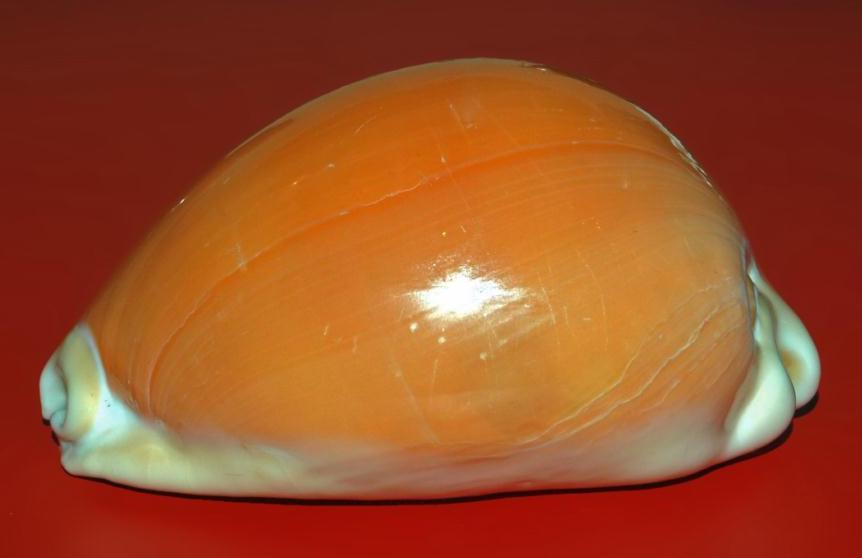

Il est très facilement reconnaissable avec son dos orange doré et sa base blanche.

## Source
- Arianna Fulvo et Roberto Nistri (2005). 350 coquillages du monde entier. Delachaux et Niestlé (Paris) : 256 p.  (ISBN 2-603-01374-2)